# Tephritis femoralis
Tephritis femoralis är en tvåvingeart som beskrevs av Chen 1938. Tephritis femoralis ingår i släktet Tephritis och familjen borrflugor. Inga underarter finns listade i Catalogue of Life.